# Ciutadania d'honor canadenca
La ciutadania d'honor canadenca (francès: citoyenneté canadienne honoraire) és un honor atorgat a estrangers de mèrit excepcional després d'una resolució conjunta de les dues cambres del Parlament del Canadà.
La ciutadania d'honor canadenca és purament simbòlica; el destinatari no rep cap dels drets, privilegis o deures que té normalment un ciutadà canadenc.

## Destinataris de ciutadania d'honor canadenca
Honorary Canadian citizenship revoked by Parliamentary vote
| # | Nom               | Imatge | Data          | País                      | Notes                                                                              |
| - | ----------------- | ------ | ------------- | ------------------------- | ---------------------------------------------------------------------------------- |
| 1 | Raoul Wallenberg  |        | 1985 (pòstum) | Suècia                    | Diplomat and humanitarian.                                                         |
| 2 | Nelson Mandela    |        | 2001          | Sud-àfrica                | activista anti-apartheid, President de Sud-àfrica i Premi Nobel de la Pau de 1993. |
| 3 | Tenzin Gyatso     |        | 2006          | Índia · (nascut al Tibet) | 14è Dalai-lama i Premi Nobel de la Pau de 1989.                                    |
| 4 | Aung San Suu Kyi  |        | 2007          | Myanmar                   | Líder opositora i Premi Nobel de la Pau de 1991. Revocat pel parlament el 2018.    |
| 5 | Karim Aga Khan IV |        | 2010          | Regne Unit                | 49è Imam de l'Ismaïlisme.                                                          |
| 6 | Malala Yousafzai  |        | 2014          | Pakistan                  | Activista pels drets de les dones i l'educació, Premi Nobel de la Pau de 2014.     |

## Revocacions
Grups de la societat civil canadenca i altres manifestants van demanar la revocació de la ciutadania honoraria d'Aung San Suu Kyi en resposta a les acusacions de l'ONU que la persecució de l'exèrcit birmà contra el Rohingya, grup minoritari etno-religiós a Birmània, va ser una forma de neteja ètnica del 2017.. Incloïa una petició en línia de Change.org dirigida al primer ministre Justin Trudeau i a la Cambra dels Comuns del Canadà. La Cambra dels Comuns va votar per unanimitat el 27 de setembre de 2018 per revocar la seva ciutadania honorífica. El Senat del Canadà va aprovar una moció al mateix efecte per unanimitat el 2 d'octubre de 2018. Amb les mocions de revocació aprovades per les dues cases, el Govern del Canadà va declarar que reconeixia la decisió del Parlament de revocar l'honor.